# Бирна
Бирна (рум. Bârna) — село у повіті Тіміш в Румунії. Входить до складу комуни Бирна.
Село розташоване на відстані 347 км на північний захід від Бухареста, 64 км на схід від Тімішоари.

## Населення
За даними перепису населення 2002 року у селі проживали 363 особи.
Національний склад населення села:
| Національність | Кількість осіб | Відсоток |
| -------------- | -------------- | -------- |
| румуни         | 213            | 58,7%    |
| українці       | 149            | 41,0%    |

Рідною мовою назвали:
| Мова       | Кількість осіб | Відсоток |
| ---------- | -------------- | -------- |
| румунська  | 212            | 58,4%    |
| українська | 148            | 40,8%    |